# Šlapanice (Boemia centrale)
Šlapanice è un comune della Repubblica Ceca facente parte del distretto di Kladno, in Boemia Centrale.